# Chelypus hirsti
Chelypus hirsti är en spindeldjursart som beskrevs av Hewitt 1915. Chelypus hirsti ingår i släktet Chelypus och familjen Hexisopodidae. Inga underarter finns listade i Catalogue of Life.